# Global Soil Week
Die Global Soil Week (GSW, deutsch ‚Weltweite Boden-Woche‘) ist eine unregelmäßig in Berlin stattfindende Konferenz für den Gedankenaustausch zwischen gesellschaftlichen Entscheidungsträgern (z. B. Politikern in Regierungsverantwortung) und Wissenschaftlern zum Themenkomplex Bodenschutz und nachhaltige Bodennutzung. Sie fand Mitte November 2012 zum ersten Mal statt. Ausrichter ist das Global Soil Forum (deutsch Weltbodenforum), eine Unterorganisation des Institute for Advanced Sustainability Studies (IASS) in Potsdam.

## GSW 2012
Die erste Global Soil Week stand unter dem Motto Soils for Life (dt. „Böden für das Leben“). Themenschwerpunkte waren globale Gegenmaßnahmen gegen Bodendegradation, die Regulierung (Governance) der Land- und Bodennutzung, Nachhaltige Landbewirtschaftung und die Bildung von Schnittstellen zwischen Wissenschaft und Politik.
Zur GSW 2012 kamen etwa 400 Teilnehmer aus der ganzen Welt. Sie wurde organisiert vom früheren deutschen Umweltminister Klaus Töpfer in seiner Funktion als Direktor des Institute for Advanced Sustainability Studies (IASS).

## GSW 2013
Die zweite GSW fand Ende Oktober 2013 unter dem Motto Losing Ground? (dt. sinngemäß „Verlieren wir den Boden [unter den Füßen]?“) statt. Die Initiatoren warnten dieses Mal, der Bodenverlust bedrohe weltweit mittlerweile bereits die Existenz von 1,5 Milliarden Menschen. Darüber hinaus war dieses Mal Ziel der Global Soil Week, dass Städte nicht nur grüner werden, sondern gezielt entsiegelt werden sollten sowie insgesamt wesentlich weniger Boden durch menschliche Aktivitäten zerstört werde. Zudem sollte auf die Folgen des Landgrabbing hingewiesen werden. Bodenschutz, der weltweite Kampf gegen  Hunger und gegen den Klimawandel sollten endlich zu politischen Zielen werden: als eines der künftigen Sustainable Development Goals (SDG), die ab 2015  auf Weltebene die UN-Millennium-Entwicklungsziele (MDG) ergänzen sollen.